# Cavan Sullivan
Cavan Sullivan (Filadélfia, 28 de setembro de 2009) é um futebolista norte-americano que atua como meio-campo. Atualmente joga no Philadelphia Union.

## Biografia
Cavan Sullivan nasceu em 28 de setembro de 2009, na Filadélfia. Ele é descendente de alemães-bangladeshianos por meio de sua mãe.

## Carreira

### Philadelphia Union
Como jogador juvenil, Sullivan ingressou na base do Philadelphia Union em 2020. Ele ajudou o clube a vencer a edição de 2023 da Generation Adidas Cup.
Em 24 de março de 2024, Sullivan fez sua estreia profissional, entrando aos 56 minutos em uma partida do MLS Next Pro pelo Philadelphia Union II. Sullivan deu uma assistência aos 41 minutos do segundo tempo na vitória por 2 a 1 para o time da Filadélfia.
Em 9 de maio de 2024, ele assinou um contrato local com o Philadelphia Union até 2028, tornando-se o quinto jogador mais jovem a assinar um contrato com o time principal na história da Major League Soccer. O negócio foi o contrato local mais caro da história da MLS, superando o de Freddy Adu.
O contrato tem uma cláusula que prevê a transferência para o Manchester City assim que ele completar 18 anos, em 2027. Se ele se desenvolver rapidamente, poderá jogar na Europa aos 16 anos, mas não poderá atuar na Inglaterra; nesse cenário, os clubes da Europa que compartilham a propriedade com o Manchester City – o espanhol Girona, o belga Lommel, o italiano Palermo e o francês Troyes – seriam possíveis destinos para um empréstimo.
No dia 17 de julho de 2024, Sullivan fez sua estreia na Major League Soccer pelo Philadelphia Union. Aos 14 anos e 293 dias de idade, Sullivan se tornou o jogador mais jovem a disputar uma partida da liga profissional principal dos Estados Unidos, quebrando o recorde de Freddy Adu estabelecido em 2004 por 13 dias.
No dia 2 de julho de 2024, Sullivan foi convocado para integrar a equipe MLS Next East no MLS Next All-Star Game. No dia 23 de julho, Sullivan jogou pela equipe do Este e foi nomeado jogador mais valioso por seu gol e assistência no vitória por 4-2.

## Seleção Estadunidense
Sullivan é elegível para representar a Alemanha ou os Estados Unidos.
Sullivan representou os Estados Unidos internacionalmente em nível juvenil. Ele ajudou a seleção de futebol sub-15 dos Estados Unidos a vencer o campeonato sub-15 da CONCACAF de 2023. O meia foi eleito o melhor jogador da competição.
No dia 29 de agosto de 2024, Sullivan foi convocado pelo treinador Gonzalo Segares para a Seleção de Futebol dos Estados Unidos sub-17, para jogar no Vaclav Jezek Tournament, realizado em Mikulov, na Chéquia, jogando os três jogos da equipe na competição como titular, na derrota contra a Alemanha, na vitória contra a Chéquia e no empate contra a Eslováquia.

## Estilo de Jogo
Sullivan atua principalmente como meio-campista. Ele é canhoto. Ele é conhecido por sua visão.

## Vida Pessoal
Sullivan é o caçula de quatro filhos. Seu pai, Brendan Sullivan, jogou por cinco clubes ao longo de uma carreira profissional de seis anos na A-League, hoje conhecida como USL Championship, a segunda divisão do futebol estadunidense. Antes disso, Brendan estudou no St. Joseph's Preparatory School, na Filadélfia, sendo selecionado pela Universidade da Pensilvânia (Penn) para atuar na Ivy League. Ele então passou a treinar em sua alma mater. Sua mãe, Heike, também jogou futebol na primeira divisão e foi capitã do time feminino da Penn.
O irmão mais velho de Cavan, Quinn, atualmente joga no time principal do Philadelphia Union. Seus outros irmãos mais velhos, Declan e Ronan, também são jogadores de futebol, ambos atualmente frequentando a YSC Academy e jogando pelo FC DELCO, afiliado da MLS NEXT.
O primo mais velho de Cavan é Chris Albright, ex-jogador da seleção estadunidense que jogou duas temporadas pelo Union, e seu avô é Larry Sullivan, que atuou como técnico de futebol da Universidade Villanova de 1991 a 2007. O tio de Cavan, Bryan Sullivan, foi goleiro da Divisão I do Philadelphia Textile (agora Divisão II Jefferson) e também fez parte da equipe técnica do Villanova.

## Títulos

### Seleção Estadunidense

#### Sub-15
- Campeonato Sub-15 da CONCACAF: 2023[26]

### Prêmios individuais
- Melhor jogador do Campeonato Sub-15 da CONCACAF de 2023[17]
- Melhor jogador do MLS Next All-Star Game de 2024[21]